# ヴィヤーサ
ヴィヤーサ（梵：व्यास、IAST：Vyāsa）は、インド神話の伝説的なリシ（聖仙）。叙事詩『マハーバーラタ』の著者とされ、またヴェーダやプラーナの編者ともいわれる。『バーガヴァタ・プラーナ』ではヴィシュヌ神の化身（アヴァターラ）の1つに数えられている。ヴィヤーサは、一つのヴェーダを四つに配分（ヴィヤス）したためヴィヤーサと呼ばれる。「編者」の意。
パラーシャラとサティヤヴァティーの子。ヴィヤーサの本名ドヴァイパーヤナ（島で生まれた者）とは、サティヤヴァティーがヤムナー川の中にある島で彼を生んだことから名づけられた。
妻との間に後継者で弟子のシュカがいる。マハーバーラタにはヴィヤーサの妻に関する記録はないが、スカンダ・プラーナを含む他の文献では賢人ジャバリの娘ヴァティカーもしくはピンジャラーとされる
ニヨーガ（夫に生殖能力がないか、子供を作る前に亡くなった場合に、別の男性が妻または寡婦と交わって子供を儲ける習慣）により、クル王ヴィチトラヴィーリヤの2人の寡婦のうちアムビカーとの間にドリタラーシュトラ、アムバーリカーとの間にパーンドゥを、またアムビカーの代理を務めた彼女の侍女との間に賢者ヴィドゥラを儲けた。

### 訳書
- 『マハーバーラタ』　山際素男編訳、三一書房（全9巻）、1991-98年（英訳版からの重訳）
- 『原典訳 マハーバーラタ』　上村勝彦訳、筑摩書房［ちくま学芸文庫 （1－8）］、2002-05年
　逐語的な原典完訳、一般読書人にも評価が高かったが、8巻目の中途（全11巻予定）で訳者急逝により未完。